# 港東聚福宮
港東聚福宮，位於臺灣屏東縣崁頂鄉的的廟宇，主祀封府千歲，為五年千歲十二王爺內其中之一。

## 祀神
本廟主祀封府千歲外，尚有雷府千歲、池府千歲、羅府千歲、包府千歲 、盧府千歲、吳府千歲(令牌)、關聖帝君、三奶夫人(臨水夫人)、濟公活佛(劉師父)、廣澤尊王、十三太保、福德正神、太子爺、虎爺等。

## 廟史

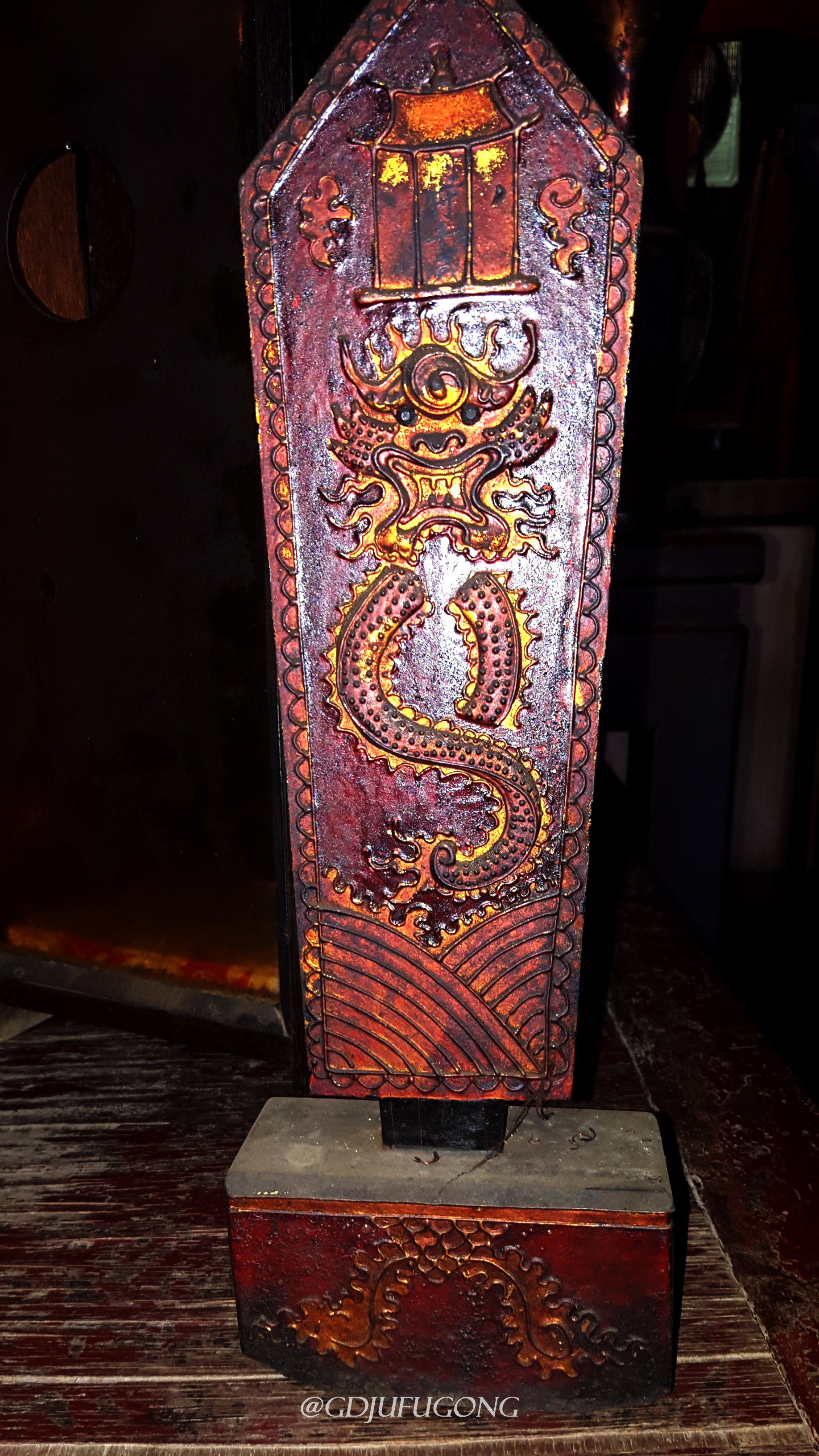
封府千歲令牌

在民國61年（1972年），羅姓弟子製作了一個封府千歲之令牌放置在東港大潭保安玉天宮供奉著，但因廟裡發生一些事，所以就將封府千歲之令牌請回家裡供奉，幾年後，他將令牌請回老家(港東村)，與兩個兄弟同心一起供奉著。供奉一段時間後，原本在玉天宮的兩位鸞生前來，開始到廟裡坐駕，而其中一位後成了封府千歲的乩身，於是祂開始降駕扶鸞，替信眾們消災解厄。後來羅家三兄弟便設立堂廟為"保謝心堂"，刻了一尊封府千歲的神像於堂裡坐鎮，後幾年改名為“港聖堂”。
而堂裡每年的5月到6月期間都會到雲林馬鳴山鎮安宮進香，但當時堂裡沒有自己的神轎所以都得去借神轎，而在民國80年（1991年）的時候，堂裡的鸞生們討論過後決定一起集資，替堂裡製作了第一頂神轎（文轎）。
於民國105年（2016年），因封府千歲升官升為二品官，所以玉皇大帝欽賜"聚福宮"之名給封府千歲，宮裡的鸞生因此將廟名改為「聚福宮」。
民國109年，依封府千歲指示修繕宮廟內部，於7月開工。11月14日進行開光安座大典，12月19日舉行平安遶境，聚福宮30幾年來頭一次，封府千歲指示出巡溫庄 。

## 封府千歲

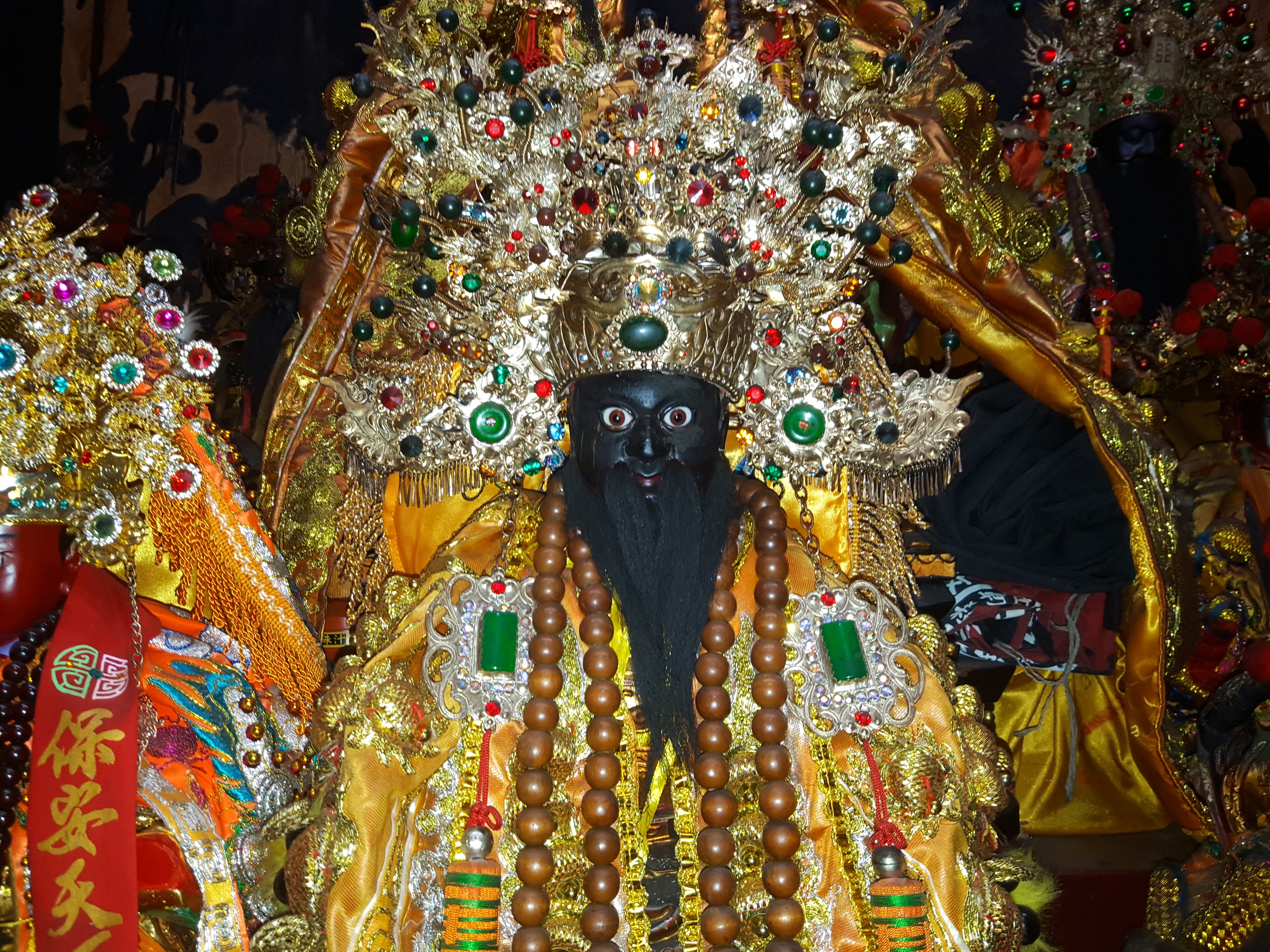
封府千歲

據傳說，五年千歲為周武王時期，因為輔佐武王伐紂有功，而受天帝勅命，將他們十二位神將封為"代天巡狩的千歲"。而封府千歲為五年千歲十二王爺內其中之一，其聖誕千秋為農曆五月一日，值年為未年。
神尊造型 - 為黑底、花臉、黑鬍鬚；武甲身戴元帥帽；身穿紅色龍袍。
封府千歲 題
『 封言絕妙合天機 ，府勸善男信女兒 ；千修孝順慈悲意 ，歲月菩䔶莫癡疑 。』

## 劉師父(濟公活佛)
姓劉名適，劉師父之靈雲遊四海，到處修行，而在南巡至東部山中修行時，有緣遇到本廟之封府千歲，因修行功力高，所以封府千歲請劉師父至宮裡幫忙祂處理事情，當祂之左右手，而劉師父答應後，隨封府千歲回到宮裡，開始替信眾處理事情，替信眾消災解厄，替許多信眾解決了很多事情。
而原本劉師父只有靈，沒有金身，後來宮的鸞生替劉師父刻了一尊金身，所以全台劉師父之神尊，只有宮内這一尊。

## 誕辰表
| 神明     | 誕辰日         | 神明     | 誕辰日         | 神明     | 誕辰日         | 神明     | 誕辰日       |
| -------- | -------------- | -------- | -------------- | -------- | -------------- | -------- | ------------ |
| 封府千歲 | 農曆五月一日   | 包府千歲 | 農曆正月八日   | 羅府千歲 | 農曆正月十二日 | 吳府千歲 | 農曆三月三日 |
| 池府千歲 | 農曆六月十八日 | 雷府千歲 | 農曆六月廿四日 | 盧府千歲 | 農曆十月十四日 |          |              |

| 神明     | 誕辰日         | 神明     | 誕辰日         | 神明   | 誕辰日         | 神明     | 誕辰日         |
| -------- | -------------- | -------- | -------------- | ------ | -------------- | -------- | -------------- |
| 土地公   | 農曆二月二日   | 濟公活佛 | 農曆二月二日   | 虎 爺  | 農曆六月十八日 | 關聖帝君 | 農曆六月廿四日 |
| 廣澤尊王 | 農曆八月廿二日 | 十三太保 | 農曆八月廿二日 | 劉師父 | 農曆八月廿三日 | 太子爺   | 農曆九月九日   |

三奶夫人

| 神明   | 誕辰日         | 神明  | 誕辰日         | 神明  | 誕辰日       |
| ------ | -------------- | ----- | -------------- | ----- | ------------ |
| 陳靖姑 | 農曆正月十五日 | 林 姑 | 農曆八月十五日 | 李 姑 | 農曆九月九日 |

## 外部連結
- 港東聚福宮 （页面存档备份，存于）的網站
- 港東聚福宮的Facebook專頁
- 港東聚福宮的youtube頻道